# Prosopidicola
Prosopidicola är ett släkte av svampar. Prosopidicola ingår i familjen Cryphonectriaceae, ordningen Diaporthales, klassen Sordariomycetes, divisionen sporsäcksvampar och riket svampar.
|               | Endothia                                 |
|               |                                          |
|               | Cryphonectria                            |
|               |                                          |
|               | Endothiella                              |
|               |                                          |
|               | Chrysoporthe                             |
|               |                                          |
|               | Amphilogia                               |
|               |                                          |
|               | Aurapex                                  |
|               |                                          |
|               | Celoporthe                               |
|               |                                          |
|               | Holocryphia                              |
|               |                                          |
|               | Ursicollum                               |
|               |                                          |
|               | Microthia                                |
|               |                                          |
| Prosopidicola | \| \| Prosopidicola mexicana \| \| \| \| |
|               | \| \| Prosopidicola mexicana \| \| \| \| |
|               | Chrysoporthella                          |
|               |                                          |
|               | Rostraureum                              |
|               |                                          |
|               | Prosopidicola mexicana                   |
|               |                                          |

|  | Prosopidicola mexicana |
|  |                        |